# Lijst van grote kathedralen
Hieronder staat een lijst van grote kathedralen op alfabetische volgorde, met hun (geschat) volume, oppervlakte en hoogte van het schip en de hoogste toren.
De kathedralen staan op alfabetische volgorde (en niet op "grootte"), omdat allerlei kerken zich de grootste kathedraal noemen en op een bepaalde manier gelijk hebben. Deze lijst is bedoeld om in kaart te brengen hoe de verschillende kathedralen zich naar elkaar verhouden, waarbij de ene kathedraal de grootste zal zijn als bijvoorbeeld naar de inhoud gekeken wordt, een andere als naar de oppervlakte gekeken wordt, enzovoorts.
| Kathedraal        | Land             | Inhoud (m³) | Lengte (m) | Breedte (m)                      | Hoogte (schip) (m) | Hoogste toren (m)    | oppervlakte (m²)   | Afbeelding |
| ----------------- | ---------------- | ----------- | ---------- | -------------------------------- | ------------------ | -------------------- | ------------------ | ---------- |
| Amiens            | Frankrijk        | 200.000     | 145        | 70                               | 42,3               | 112,7 (vieringtoren) | 7.700              |            |
| Antwerpen         | België           |             | 119        | 67                               | 28                 | 124,925              | 4.966              |            |
| Beauvais          | Frankrijk        |             | 72,5       | 47                               | 48,5 (transept)    | 67,2                 |                    |            |
| Brugge            | België           |             | 100        | 52                               | 28                 | 80                   |                    |            |
| Garden Grove (CA) | Verenigde Staten |             | 142        |                                  | 40                 | 73                   |                    |            |
| Keulen            | Duitsland        | 407.000     | 144,58     | 86,05                            | 43,35              | 157,38               | 7.914              |            |
| Metz              | Frankrijk        |             | 136        | 46,8                             | 41,41              | 88                   | 3500               |            |
| Sevilla           | Spanje           |             | 140,50     | 76 (of 161,30 incl. bijgebouwen) | 37,5               | 97,50                | 11.520 (of 14.500) |            |
| Uppsala           | Zweden           |             | 119        |                                  | 38                 |                      |                    |            |
| York              | Engeland         |             | 160        | 76                               | 27                 | 72                   |                    |            |